# Pan dell'orso
Il pan dell'orso è un dolce abruzzese, simile al parrozzo, cui differisce nella preparazione perché c'è l'aggiunta del miele e del burro per dare più morbidezza all'impasto.

## Storia
La forma di questo dolce è simile ai piccoli pani dei pastori che portavano durante la transumanza. Il nome si riconduce alla presenza degli orsi nella zona di produzione.

## Ricetta[3][4]

### Ingredienti
- 6 uova
- 150 g di farina di mandorle
- 90 g di farina
- 90 g di fecola di patate
- 160 g di burro
- Un pizzico di sale
- Aromi mandorla amara, arancio, limone
- 25 g di miele d'acacia
- 180 g di zucchero

### Preparazione
- Montare i tuorli d'uovo con lo zucchero, a montatura ultimata aggiungere i due tipi di farine e la fecola di patate.
- Fondere il burro ed amalgamarlo quindi nel composto, aggiungere poi gli aromi e il lievito.
- Montare gli albumi con il sale. Una volta montato il composto aggiungere all'impasto precedentemente ottenuto.
- Cuocere nel forno a 180° per circa un'ora.
- Una volta raffreddato mettere in frigo.
- Il giorno dopo versare sopra il pan dell'orso così ottenuto una glassa di cioccolata precedentemente fusa a bagnomaria.